# 클레오 토마스

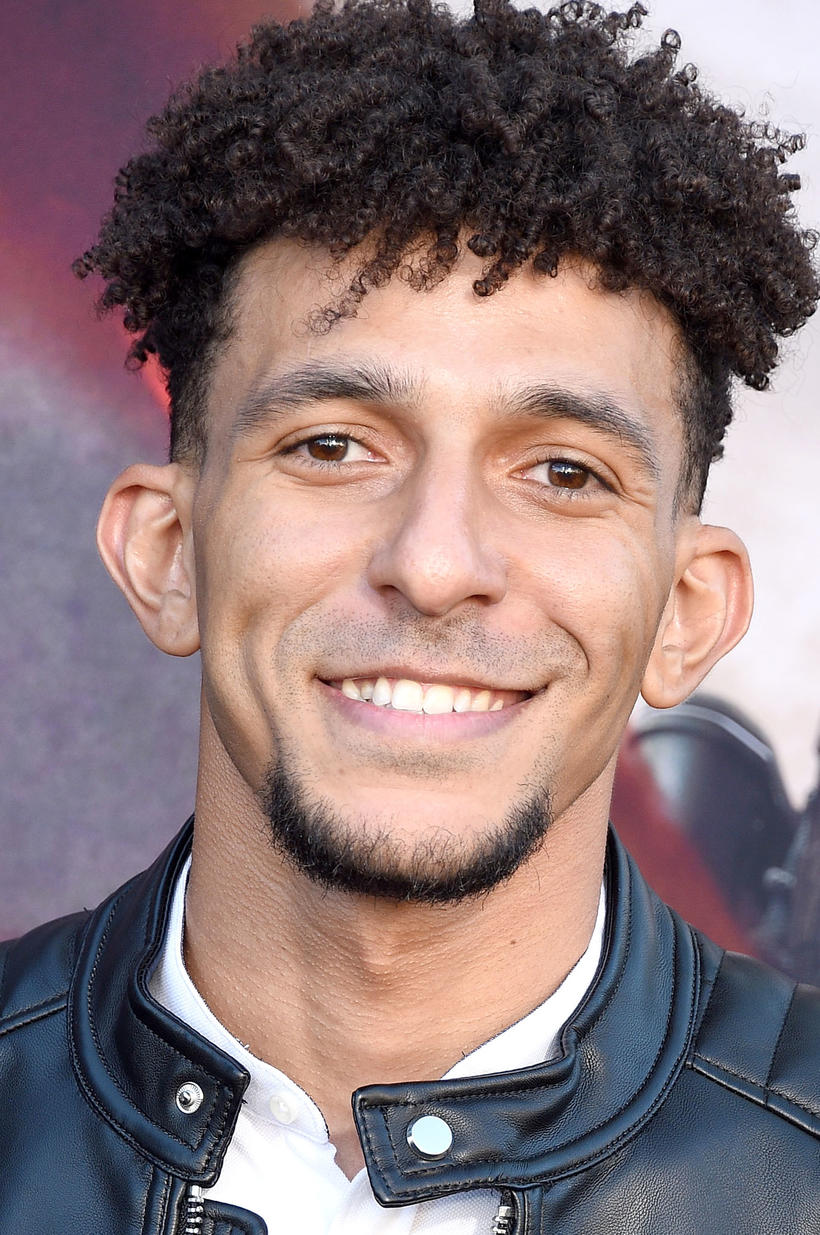
2018년 모습

클리오 토머스(Khleo Thomas, 1989년 1월 30일 ~ )는 미국의 배우, 래퍼이다.
앵커리지에서 태어났다.

## 출연 작품

### 영화
- Baadasssss! (2003)
- 홀즈 (2003) - 헥터 제로 제로니 역
- 레슬링 소년 제이스 (2004, Going to the Mat) - 빈스 슈 역
- 워킹 톨 (2004)
- 더러운 경찰 (2005, Dirty)
- 롤 바운스 (2005) - 믹스트 마이크 역
- 리멤버 더 데이즈 (2007, Remember the Daze)
- Breathe (2009) - 단테이 역 (단편)
- Bob Funk (2009)
- 허리케인 시즌 (2009, Hurricane Season)
- Victor (2015)
- Boogie Town (미정)